# Heliconia griggsiana
Heliconia griggsiana là một loài thực vật có hoa trong họ Heliconiaceae. Loài này được L.B.Sm. mô tả khoa học đầu tiên năm 1939.

## Hình ảnh

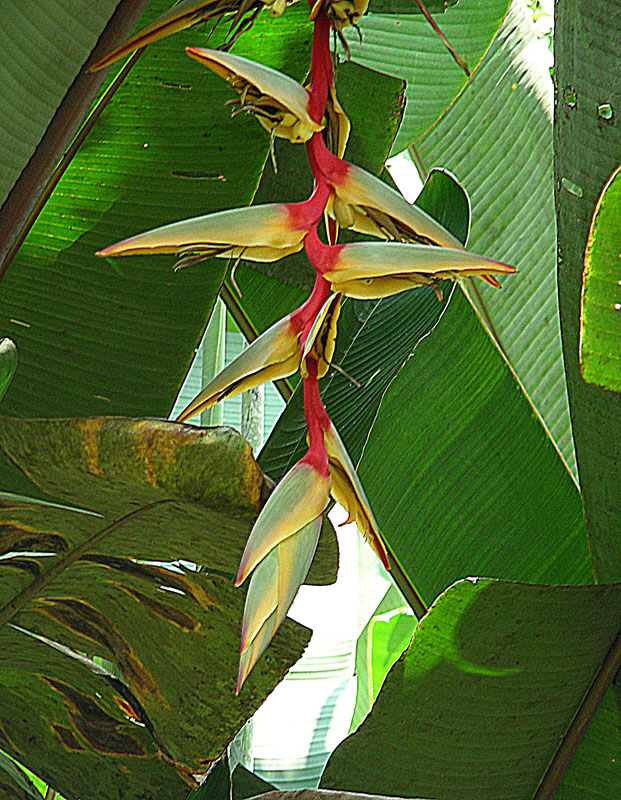